# Rebolledo de la Torre

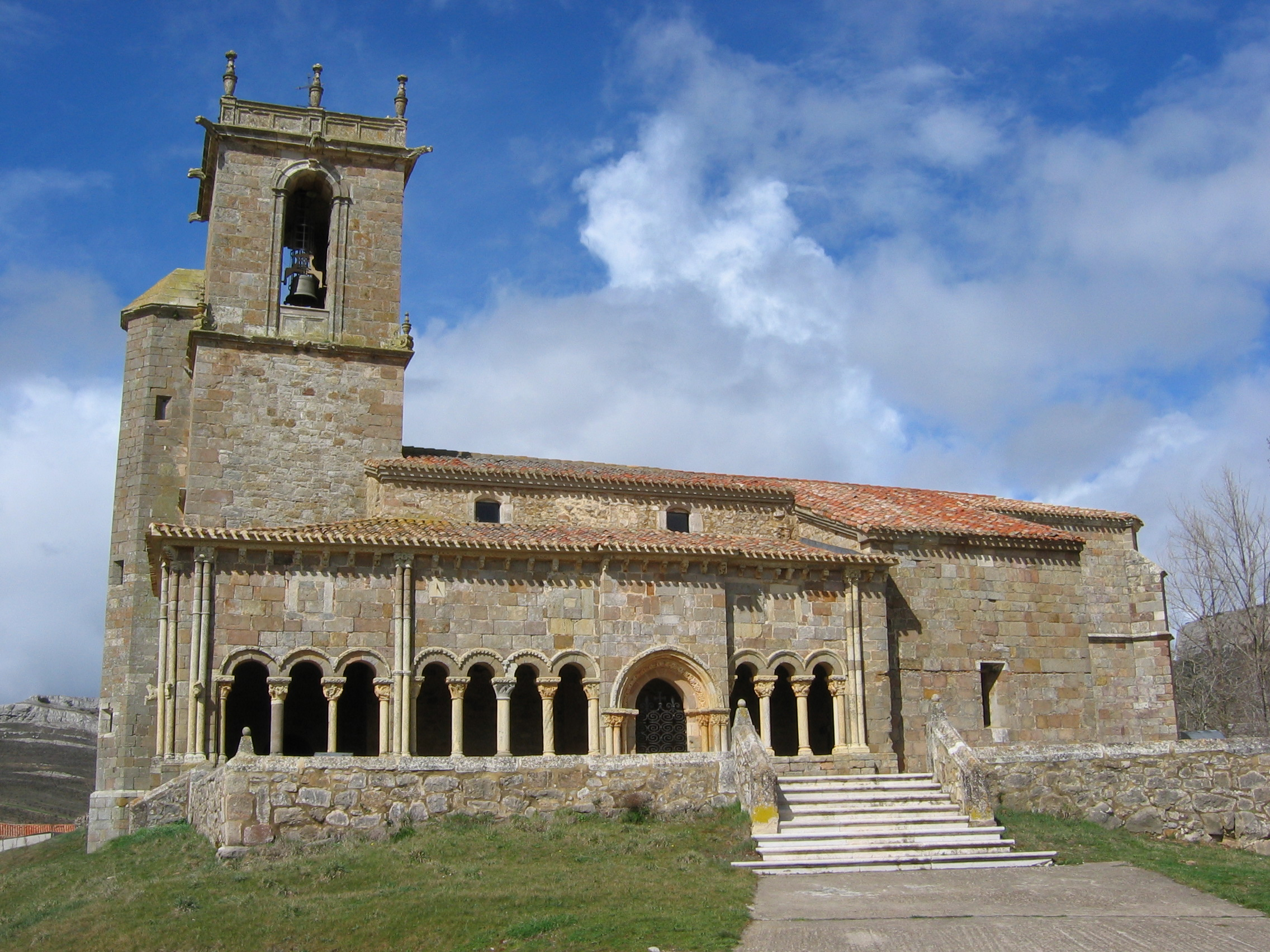
La iglesia, de finales del

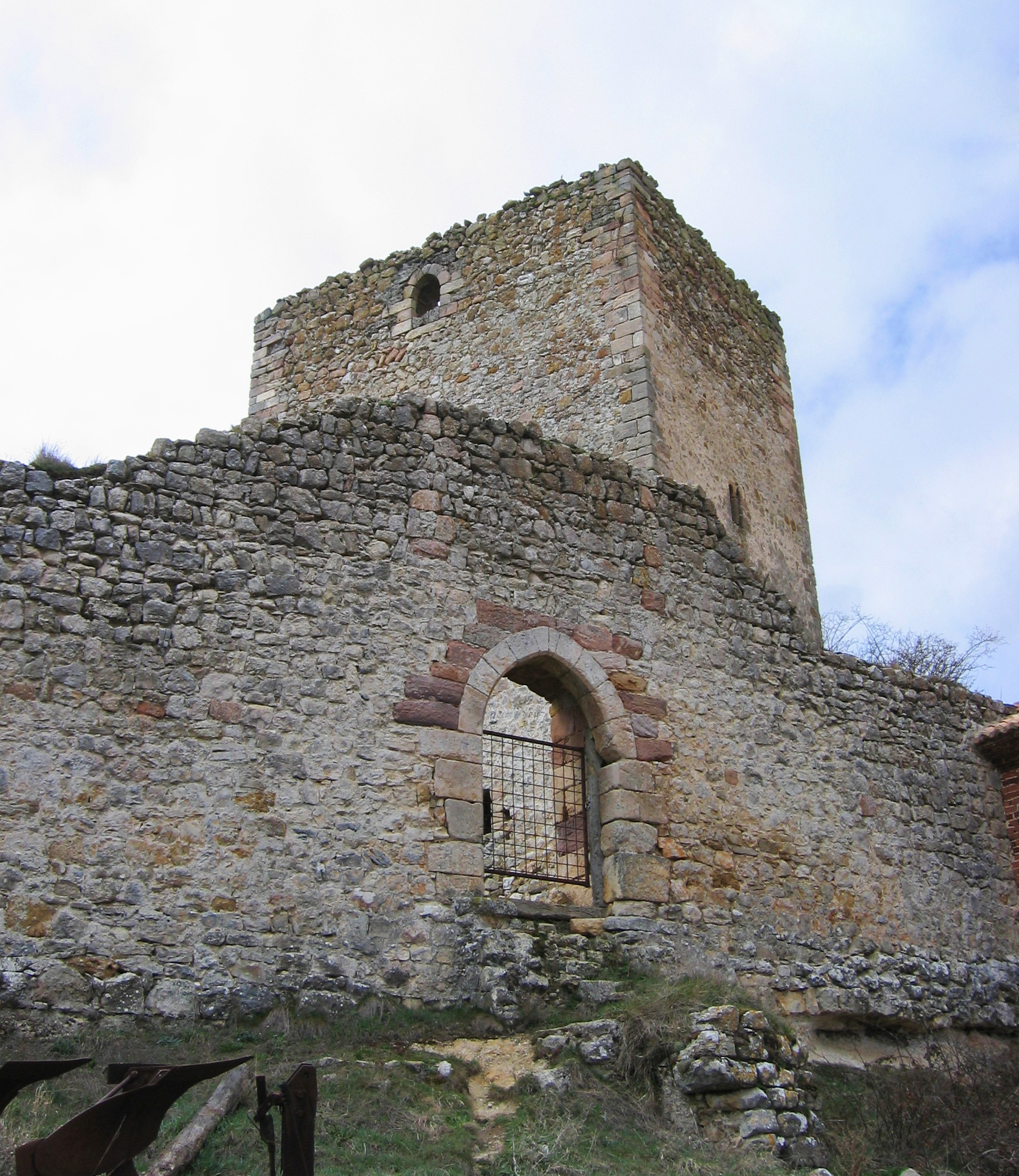
Barrera exterior y torre del Homenaje del castillo

Rebolledo de la Torre es una localidad, una entidad local menor y un municipio situados en la provincia de Burgos, en la comunidad autónoma de Castilla y León (España), comarca de Páramos, partido judicial de Burgos, cabecera tanto del ayuntamiento como de la entidad local menor de su nombre.

## Geografía
Tiene un área de 50,51 km² con una población de 95 habitantes (INE 2021) y una densidad de 2,32 hab/km².
En 2021 el municipio contaba con 95 habitantes, correspondiendo 38 a la capital, 19 a Castrecías, 16 a Villela, 13 a Valtierra de Albacastro, 7 a La Rebolleda y 2 a Albacastro.
Agrupación administrativa con los municipios de Valle de Valdelucio y Humada. Desde 2017, el municipio se encuentra incluido en el Geoparque Las Loras, el primer geoparque de la Unesco en Castilla y León.

### Núcleos de población
Rebolledo es la capital del municipio, que cuenta además con las localidades de Albacastro, Castrecías, La Rebolleda, Valtierra de Albacastro y Villela.
La Rebolleda forma un pequeño enclave en la colindante provincia de Palencia.
Rebolledo constituye una Entidad Local Menor cuyo alcalde pedáneo es Félix Boada Manjón del Partido Popular.

### Medio ambiente
Arroyos El Barral, El Andrinal, Pradiguán y Rucín.
Patrimonio geológico
- Reserva Geológica de Las Loras[3]

## Demografía
Rebolledo de la Torre cuenta con una población de 92 habitantes (INE 2024).
| Gráfica de evolución demográfica de Rebolledo de la Torre entre 1842 y 2021 |
| |
| Población de derecho según los censos de población del INE. Población de hecho según los censos de población del INE.En este censo se denominaba Robledo la Torre: 1842. Entre el censo de 1857 y el anterior, crece el término del municipio porque incorpora a Albacastro, Castrecias, Valtierra de Albacastro y Villela. |

## Patrimonio
- Iglesia de San Julián y Santa Basilisa. Con una bien conservada galería románica de diez arcos de medio punto y portada abocinada, todo el conjunto con excelente escultura decorativa y siendo uno de los pocos restos de la época que aparece firmado por su autor (Juan de Piasca, 1186). Declarada Monumento Nacional el 3 de junio de 1931. Eclesiásticamente depende de la parroquia de Los Barrios de Villadiego, en el arciprestazgo de Amaya . En el año 2005 fue incluida en el Plan de Intervención del Románico Norte de la Junta de Castilla y León, procediéndose a su restauración en el año 2006.

- Castillo de Rebolledo de la Torre. De finales del siglo XIII - principios del XIV, perteneciente a la familia de los Lasso de la Vega, consta de una torre desmochada y de una cerca exterior poligonal asentada sobre una gran plataforma rocosa, en el centro del pueblo. Está construido en mampostería, con las esquinas reforzadas con sillarejo. Un foso rodea las partes más accesibles de la cerca.[6] Fue declarado Monumento Nacional el 5 de mayo de 1949.

- Iglesia de San Pedro Apóstol en Albacastro: Según la Asociación Hispania Nostra, la iglesia de San Pedro Apóstol es uno de los templos prerrománicos más singulares de Castilla y León.

- Iglesia de Santa María La Mayor en Castrecias.

- Iglesia de San Andrés en Valtierra de Albacastro.

## Historia
La inscripción grabada en la ventana occidental del pórtico románico nos proporciona el horizonte del último tercio del siglo XII como época en la que este núcleo se hallaba plenamente constituido. Por otro lado, se han encontrado posibles referencias a esta localidad en el documento fundacional del Monasterio de San Salvador de Oña, del 12 de febrero de 1011. 
Este lugar formó parte de la Cuadrilla de Amaya en el Partido de Villadiego, uno de los catorce que formaban la Intendencia de Burgos, durante el periodo comprendido entre 1785 y 1833, en el Censo de Floridablanca de 1787, jurisdicción de señorío siendo su titular el Duque de Frías.

## Cultura

### Religión
- Arciprestazgo: Amaya
- Unidad Pastoral: Humada-Amaya
- Párroco: D. Ángel Gutiérrez Sebastián